# Bernard Nottage
Bernard Jonathan „Bernie” Nottage (ur. 23 października 1945 w Nassau, zm. 28 czerwca 2017 na Florydzie) – bahamski lekkoatleta, polityk i działacz sportowy.
Reprezentant kraju w międzynarodowych zawodach lekkoatletycznych – uczestnik m.in. igrzysk olimpijskich, igrzysk Wspólnoty Narodów i igrzysk panamerykańskich. Były rekordzista kraju w sztafecie 4 × 100 m. Po zakończeniu kariery działacz sportowy i polityk. Wieloletni parlamentarzysta, pełniący czterokrotnie funkcję ministra. Z zawodu ginekolog.

## Życiorys

### Wczesne lata i edukacja
Urodził się 23 października 1945 roku w stolicy Bahamów, Nassau. Jego rodzicami byli Bernard Nottage Sr i Olevia Nottage. Uczył się w Government High School w Nassau, a następnie studiował medycynę na University of Aberdeen w Szkocji. Kształcił się w położnictwie i ginekologii, zostając jednym z pierwszych Bahamczyków z tą specjalizacją. Studia ukończył w 1969 roku, a do kraju powrócił w 1974 roku. Był członkiem Royal College of Obstetricians and Gynaecologists.

### Kariera sportowa
Startował na igrzyskach Ameryki Środkowej i Karaibów w latach 1962 i 1966 (w 1962 roku był uczestnikiem sztafety 4 × 100 m, która w biegu półfinałowym pobiła rekord Bahamów – 41,6 s).
Na Igrzyskach Imperium Brytyjskiego i Wspólnoty Brytyjskiej 1966 wystartował w trzech konkurencjach. W biegach na 100 i 220 jardów odpadł w ćwierćfinale, natomiast w eliminacjach sztafety 4 × 110 jardów drużyna bahamska została zdyskwalifikowana. Cztery lata później uczestniczył w wyścigach na dystansie 100 i 200 m oraz w sztafecie 4 × 100 m. W obydwu indywidualnych konkurencjach zakończył rywalizację na eliminacjach, ponadto nie ukończył eliminacyjnego biegu sztafetowego.
W 1967 roku wystąpił na igrzyskach panamerykańskich. Odpadł w półfinale biegu na 100 m (półfinał przebiegł z czasem 10,53 s). Poza tym awansował do finału na dystansie 200 m, który ukończył na 6. miejscu (z czasem 21,9 s). Był również zgłoszony do sztafety 4 × 100 m, jednak drużyna bahamska ostatecznie nie pojawiła się na starcie.
Uczestnik Letnich Igrzysk Olimpijskich 1968, na których wystąpił w trzech konkurencjach. Na dystansie 100 m odpadł w eliminacjach, zajmując 4. miejsce w swoim biegu (10,64 s – był to 49. czas wśród 67 sprinterów). W wyścigu na 200 metrów przeszedł eliminacje (21,31 s), jednak w biegu ćwierćfinałowym zajął ostatnie miejsce (21,51 s), osiągając przedostatni wynik pośród wszystkich ćwierćfinalistów. W sztafecie 4 × 100 m dotarł do półfinału, w którym Bahamczycy zostali zdyskwalifikowani. W biegu eliminacyjnym Bahamczycy z Nottagem w składzie uzyskali wynik 39,45 s, który był rekordem kraju przez 25 lat.
W latach 1966–1968 zwyciężył w mistrzostwach Szkocji na dystansie 100 i 220 jardów. W 1967 roku okazał się najlepszy na dystansie 100 jardów podczas mistrzostw uniwersytetów brytyjskich. Między 1966 a 1969 rokiem reprezentował Szkocję w czterech spotkaniach międzypaństwowych.
Rekordy życiowe: bieg na 100 m – 10,53 (1967), bieg na 200 m – 21,31 (1968). Karierę sportową zakończył w 1970 roku.

### Kariera działacza sportowego
W czasach studenckich był przewodniczącym Aberdeen University Sports Union, University’s Athletic Association i Scottish Universities Sports Board.
W latach 1976–1989 był prezesem Bahamskiej Federacji Lekkoatletycznej. Został dyrektorem zawodów CARIFTA Games w 1976 roku – była to pierwsza międzynarodowa impreza lekkoatletyczna rozegrana na Bahamach. W 1982 roku wybrano go na stanowisko prezydenta Central American and Caribbean Athletic Confederation – został tym samym pierwszym Bahamczykiem, który przewodniczył regionalnej międzynarodowej organizacji sportowej (piastował ten urząd do 1990 roku).
W 1987 roku wyróżniono go odznaką Weterana IAAF (ang. IAAF’s Veteran Pin) na kongresie IAAF w Rzymie, zostając pierwszym Bahamczykiem z tym wyróżnieniem.
W grudniu 1988 roku został wiceprzewodniczącym North America, Central America and Caribbean Athletic Association. Był też wiceprzewodniczącym Pan American Athletic Commission.

### Działalność pozasportowa
W kwietniu 1986 roku został dyrektorem nowo powstałego ośrodka zdrowia St. Luke’s Medical Centre w Nassau. W grudniu 1986 roku objął w nim funkcję dyrektora oddziału położnictwa i ginekologii. W 1987 roku dołączył do Postępowej Partii Liberalnej. W wyniku przeprowadzonych w tym roku wyborów parlamentarnych został członkiem Izby Zgromadzeń z okręgu wyborczego Bain Town and Grants Town. W związku z elekcją zrezygnował z niektórych stanowisk medycznych. W latach 1993–1997 był wiceprzewodniczącym partii i jednocześnie liderem ówczesnej opozycji parlamentarnej. W 2000 roku odszedł z Postępowej Partii Liberalnej, wstępując do Koalicji na rzecz Reform Demokratycznych (CDR). Jeszcze w tym samym roku został jej prezesem. Jako członek nowej partii nie uzyskał reelekcji w wyborach w 2002 roku. Finalnie w 2005 roku powrócił do Postępowej Partii Liberalnej, obejmując niebawem mandat senatora. Stracił miejsce w parlamencie w wyniku wyborów w 2017 roku, gdy przedstawicielem jego okręgu został 22-letni Travis Robinson.
Kilkukrotny członek rządu bahamskiego. W rządzie Lyndena Pindlinga objął teki ministra ds. konsumenckich (1989–1990) i ministra edukacji (1990–1992). W gabinecie Perry’ego Christie piastował urząd ministra zdrowia i ubezpieczeń społecznych (2006–2007), a także ministra obrony narodowej (2012–2017).
Był również przewodniczącym następujących organizacji i firm: The Bahamas Planned Parenthood Association (1985–1989), Medical Association of The Bahamas oraz Bahamas Doctors’ Union, National Insurance Board (1987–1989) i Water & Sewerage Corp (1989–1990). Członek National Drug Task Force i National Drug Council.

## Życie prywatne i śmierć
Jego żoną była Portia Butterfield, z którą miał dwóch synów. Miał także dwóch braci i siostrę.
Pod koniec czerwca 2017 roku trafił na oddział intensywnej terapii. Po trzech dniach pobytu na OIT został przetransportowany do szpitala na Florydzie, gdzie zmarł 28 czerwca. 